# Uri Orlev
Uri Orlev (hebreiska: אורי אורלב), egentligen Jerzy Henryk Orlowski, född 24 februari 1931 i Warszawa, Polen, död 25 juli 2022 i Jerusalem, Israel, var en israelisk barnboksförfattare av polskt ursprung. En av hans mest kända böcker är Ön i Fågelgatan (1985).

## Böcker översatta till svenska
- Ön i Fågelgatan, 2000 (översatt via engelskan The island on Bird Street)
- Mannen från andra sidan, 2001 (översatt via engelskan The man from the other side)
- På flykt, 2004 (översättning från den engelska utgåvan med titeln: Run, boy, run)

## Priser och utmärkelser
- H.C. Andersen-medaljen 1996
- Peter Pans silverstjärna 2001
- Mildred L. Batchelder Award 1985, 1992, 1996